# 非歐亞遷移性水鳥協定
非歐亞遷移性水鳥協定（英語：Agreement on the Conservation of African-Eurasian Migratory Waterbirds，缩写：AEWA）是於聯合國環境署保護野生動物遷徙物種公約的支持下制定之國際條約。其主旨是為了保護在歐洲和非洲之間遷徙的鳥類物種。非歐亞遷移性水鳥協定目前所涵蓋的範圍從北極延伸到南非，包括加拿大和中東。
非歐亞遷移性水鳥協定目前所保護的鳥類物種達到254個。非歐亞遷移性水鳥協定文本目前由荷蘭政府保管。